# セクシーデビル/悪魔はTバックがお好き
『セクシーデビル/悪魔はTバックがお好き』（原題：Evil Toons）は、フレッド・オーレン・レイが脚本・監督を務めた1992年の実写と成人アニメが融合したホラーコメディB級映画。
本作は、従来のお化け屋敷映画を軽く揶揄した作品でもある。

## あらすじ
古い屋敷の清掃作業のために雇われた10代の少女たち4人組が、屋敷で金曜の一夜を過ごすことになる。その夜、ギデオン・フィスクという奇妙な男が、古い魔導書を届けにやってくる。彼がいなくなった後、彼女たちはその本を調べ、奇妙な悪魔のスケッチでいっぱいであることを発見する。
本の中の呪文を読むと、絵の1つが本から現れてしまう。そうとは気づかずに、ロクサーヌ以外の3人は2階の寝室に行き、ロクサーヌは彼氏のビフを待つことにする。カートゥーンの悪魔はロクサーヌを殺し、彼女に成りすますと、後からやって来たビフや彼女たちを雇った不動産会社社長のバートを殺していく。そして、残りの少女たちを殺害し始めるが、ギデオンが、悪魔を退治するために戻ってくる。唯一生き残った女の子のミーガンは、暖炉に魔導書を投げ込み、焼却して悪魔の存在を消し去る。
翌朝、ギデオンが去り、悪魔による犠牲者たちが生き返る中、ミーガンは屋敷の隣人であるヒンチローが土曜日の朝のアニメを見られるようにと携帯テレビを持ってきたことに恐怖の叫び声を上げる。

## キャスト
※括弧内は日本語吹替
- ギデオン・フィスク - デビッド・キャラダイン
- ミーガン/メグ - モニク・ガブリエル（英語版）（鎗田直美）
- ロクサーヌ - Madison Stone（佐藤恵子）
- ジャン - バーバラ・デア (credited as Stacey Nix) （紺野樹里）
- ミスター・ヒンチロー - アート・ジョンソン（英語版）
- バート - ディック・ミラー
- テリー - Suzanne Ager（千葉佳代子）
- ビフ - Don Dowe
- バートの妻 - ミシェル・バウアー
- デビル/怪物（声の出演） - フレッド・オーレン・レイ（菅沼いつみ）

## 製作
本作は8日間で撮影された。

## 公開・マーケティング
2010年5月4日、インフィニティ・エンターテインメント・グループは、20周年記念版DVDを発売した。

## 評価
本作には否定的なレビューが多数寄せられている。Rotten Tomatoesにおいては、7本のレビューに基づいて29％のスコアを記録し、3.29/10の平均評価となっている。Creature Featureは5つ星のうち星2つを与え、「映画には申し訳ないが、キャラダインとミラーの才能を無駄にしている」と評価した。